# Christuskirche - Église protestante allemande à Paris
Pour les articles homonymes, voir Église allemande.
La « Christuskirche », l'Église protestante allemande à Paris est un édifice religieux situé 25 rue Blanche dans le 9e arrondissement de Paris.

## La Paroisse
La « Christuskirche – Église protestante allemande à Paris », qui se trouve dans le 9e arrondissement, a plus de 100 ans d'existence ; la fête du centenaire a eu lieu le 11 décembre 1994.
Elle appartient à une association cultuelle de droit français suivant la loi de 1905, elle est dirigée par un conseil presbytéral composé d'un président, d'un trésorier et de huit autres membres, ainsi que des pasteurs. C'est une église protestante allemande liée par contrat à l'organisation centrale de l'Église protestante en Allemagne (EKD), avec des pasteurs (souvent un couple) venant d'Allemagne. Elle représente une base pour tous les chrétiens protestants de langue allemande. Elle constitue un lien franco/allemand avec les églises protestantes françaises par son appartenance à la Fédération protestante de France (FPF) avec le statut de membre associé.
En 2006, il y avait 329 familles inscrites en tant que membres et 120 personnes inscrites en tant qu'amis. Tous paient une contribution pour recevoir régulièrement le bulletin paroissial et d'autres informations de l'église et bien entendu également pour soutenir le travail de la paroisse. Les membres de la Christuskirche habitent sur tout le territoire de l'Île-de-France.
Le fonctionnement de l'église comporte : les cultes en langue allemande, l'organisation de cercles de réflexion et de prière, d'activités culturelles, des groupes de jeunes au pairs et surtout aussi le soutien moral auprès des Allemands, ce qui rend la Christuskirche si importante pour beaucoup. 
Le financement des activités de la paroisse est différent du système allemand. En France il n'y a pas d'impôt du culte. À la différence des églises allemandes, les églises en France sont des associations, qui doivent se financer elles-mêmes. La « Christuskirche » n'y fait pas exception, toutefois elle reçoit une subvention de l'Église protestante en Allemagne (EKD), qui permet de couvrir une petite partie de ses dépenses. Les principales sources de financement sont les cotisations (chaque membre fixe lui-même sa cotisation en fonction de ses possibilités), les dons et la location de locaux de l'église pour des enregistrements musicaux, des concerts et des répétitions de chœurs. Le « marché de Noël » apporte en plus un revenu intéressant. Les cotisations et dons donnent lieu à l'établissement de reçus pour des déductions fiscales auprès des fiscs français ou allemand.
Les dépenses comprennent les salaires des pasteurs, le secrétariat, l'entretien des bâtiments, l'entraide et la communication car le bulletin paroissial représente également une dépense non négligeable.
Chaque année une assemblée générale de l'association permet au conseil presbytéral de rendre compte de l'activité de la paroisse et de la situation financière, chaque membre majeur y est invité, participe aux discussions et aux votes.

## Histoire

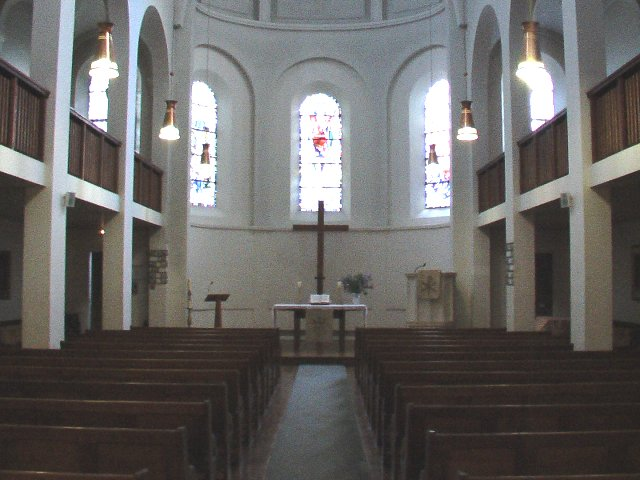
Chœur.

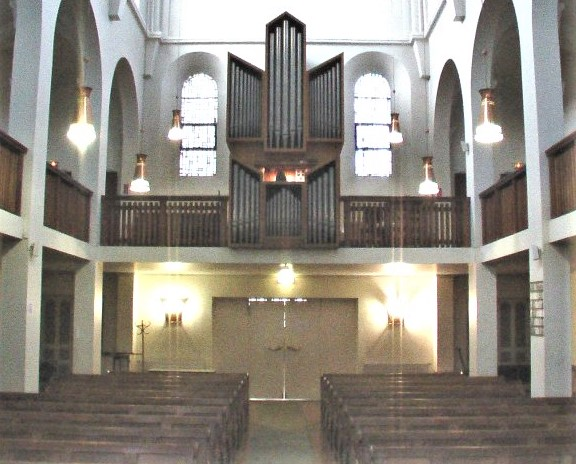
Orgue.

### Les débuts de l’Église de 1626 à la Révolution française
Les débuts de l’Église allemande de Paris ont eu lieu à l'ambassade de Suède car même après la promulgation de l'édit de Nantes par le roi Henri IV en 1598, les cultes protestants ne pouvaient avoir lieu que dans certains lieux autorisés, et ils étaient interdits à Paris.
Les protestants germanophones de Paris (surtout des diplomates et des nobles, mais aussi des commerçants et des étudiants de passage) se retrouvaient donc sur le domaine extraterritorial de l'ambassade de Suède pour célébrer le culte dans la langue de Luther. Le premier pasteur de l'Église suédoise de Paris, Jonas Hambraeus, s'occupait aussi des nombreux Allemands, en grande partie des réfugiés de la guerre de Trente Ans.
En 1679, la paroisse obtient un statut officiel, toujours sous la protection de l'ambassade de Suède, peu avant que l'édit de Nantes ne soit révoqué en 1685 par le roi Louis XIV par l’Édit de Fontainebleau. La fondation de la paroisse avait pour but de trouver une solution à trois problèmes des immigrants protestants : un fonds de soutien permettait d'aider les nécessiteux, qui ne pouvaient s'attendre de recevoir des aides des institutions catholiques, on organisait des soins pour les malades qui - à cause de leur confession - n'étaient pas admis dans les hôpitaux, et l'on organisait les enterrements des morts, qui ne trouvaient pas de place sur les cimetières (catholiques).
Avec l'expulsion et l'émigration des huguenots (les réformés français), la structure sociale de la paroisse allemande se modifie profondément. Après la mort de Louis XIV en 1715, de nombreux artisans et ouvriers spécialisés protestants viennent à Paris depuis l'étranger pour remplacer les huguenots expulsés ou assassinés. En 1711, le roi de Suède accorde à la paroisse le statut d'une paroisse officielle, il paye désormais le pasteur - qui est souvent d'origine allemande. Le théologien et historien alsacien Baer est le représentant de l'ascension de la paroisse. Malgré la situation juridique est créé en 1743 un hôpital luthérien, les morts sont enterrés officiellement sur le « cimetière protestant pour étrangers », à partir de 1743 aura lieu une fois par mois un culte en langue française comme signe de l'intégration des protestants dans la société civile. Baer sera même anobli par le roi Louis XV.
En plus de la paroisse de l'ambassade de Suède, on trouvera bientôt une deuxième paroisse de langue allemande dans l'ambassade du Danemark, ou se retrouveront surtout les ouvriers et le personnel domestique de confession protestante à Paris. La branche suédoise de l'église et aura des difficultés lors de la Révolution française car elle sera considérée comme alliée aux royalistes, tandis que la chapelle danoise ne sera pas inquiétée. Mais finalement la Révolution facilitera l'intégration des étrangers et légalisera le protestantisme.

### Une église luthérienne franco-allemande auXIXesiècle
L'annexion de Montbéliard (qui appartenait jusque-là au Duché de Wurtemberg) en 1793 par les troupes révolutionnaires augmente le nombre des protestants luthériens en France, particulièrement des francophones, puisque le principal foyer luthérien français était jusque-là en Alsace et dialectophone. Par les « articles organiques », Napoléon garantit en 1806 la liberté du choix religieux ; l'Église luthérienne devient une Église reconnue par l’État français au même titre que les cultes catholique, réformé et juif ; les pasteurs auront le statut de fonctionnaires et l'Église luthérienne de Paris obtient l'usage de l'ancienne « église abbatiale des Billettes » dans le quartier du Marais, qui est toujours une église luthérienne (et qui possède le cloître le plus ancien de Paris). L'administration et la faculté théologique seront installées à Strasbourg. À partir de 1821 le nombre d'immigrants allemands s'est tellement accru, qu'on célébrera un culte en langue allemande tous les dimanches. Néanmoins le XIXe siècle verra la séparation lente de la partie allemande de la partie française de cette Église luthérienne.
Sous Louis-Philippe, dont la belle-fille et donc reine potentielle, Hélène de Mecklembourg-Schwerin, était une princesse allemande luthérienne, l'Église luthérienne arrive à son apogée. 1843 verra l'inauguration de l'église de la Rédemption, rue Chauchat au 9e arrondissement, elle est aujourd'hui le siège de l'Église luthérienne en France. Le Baron Haussmann, qui en tant que préfet de la Seine a donné par une transformation radicale son visage actuel à la ville de Paris, était membre de cette paroisse. La révolution de 1848 met fin à cette période faste pour le luthéranisme parisien.
Pour des raisons politiques et économiques, des milliers d’Allemands viennent à Paris. En 1848, on compte environ 62 500 Allemands dans la capitale, en 1870 plus de 80 000. Les balayeurs des rues viennent presque exclusivement du pays de Hesse. La pauvreté est grande, l'industrialisation attire des ouvriers et des journaliers, qui habitent dans des logements de misère. Le « Mouvement du Réveil » (Erweckungsbewegung), qui renoue avec les affirmations doctrinales de la Réforme et avec la tradition protestante d'évangélisation, tente de remédier à la détresse et la pauvreté. Le pasteur Meyer crée la « Mission évangélique parmi les Allemands » une première institution d'entraide, qui est cofinancée par l'Allemagne.
De 1858 à 1864, le grand organisateur de l'entraide Friedrich von Bodelschwingh est pasteur à Paris. Il s'occupe des ouvriers tombés dans la misère et surtout de leurs enfants, construit des écoles, des institutions sociales et pour les immigrants pauvres au nord-est de Paris, la Hügelkirche (aujourd'hui Institut Saint-Serge) et l'église luthérienne de l'Ascension aux Batignolles, qui est inaugurée en 1866.
La guerre entre la France et l'Allemagne en 1870/71 accélère la séparation de la branche allemande de l'Église luthérienne d'avec la branche française. Les raisons de cette séparation remontent loin dans le XIXe siècle :
- l'intégration des immigrants allemands restait difficile, surtout sur le plan de la langue ;
- les pasteurs allemands ne pouvaient pas accéder au statut de fonctionnaire français et restaient donc cantonnés au statut de pasteurs auxiliaires ;
- la question de la langue pratiquée dans les cultes restait ouverte ; ceux-ci étaient célébrés dans les mêmes temples d'abord en français et ensuite en allemand. Les Allemands craignaient que les jeunes ne s’éloignent de leurs racines culturelles et religieuses par le fait d'une utilisation trop fréquente de la langue française ;
- en termes d'organisation, la « Mission allemande » fonctionnait en parallèle avec le consistoire de l'Église luthérienne française et devenait de plus en plus un instrument des intérêts allemands.

La défaite de la France en 1871 a conduit à la rupture définitive :
- l'annexion de l'Alsace-Lorraine par l'Allemagne faisait perdre à l'Église luthérienne de France 90 % de ses membres, même si en contrepartie de nombreux luthériens quittaient l'Alsace pour s'installer à Paris ou dans d'autres régions ;
- En 1870 la plupart des Allemands devaient quitter Paris, beaucoup ne sont pas revenus ensuite ;
- l'entraide s'était séparée en une « Mission intérieure » pour les Français et en un « Deutsche Hilfsverein » organisé et financé par l'Allemagne ;
- les droits de propriété foncière n'étaient pas bien définis : à qui appartenaient les églises fondées par Friedrich von Bodelschwingh ?

En 1879 un compromis a été trouvé, mais qui restait provisoire.
À partir de 1888 le nouvel empereur allemand Guillaume II a poursuivi une politique étrangère plus active. La paroisse allemande devait avoir une orientation nationaliste, et être indépendante. Ses partisans favorisaient donc la création d'une paroisse indépendante au centre de Paris. Par suite des disputes autour des horaires des cultes dans les églises de la Rédemption et des Billettes, on entreprit la construction d'une nouvelle église, la Christuskirche dans la rue Blanche, inaugurée presque sans aucune participation française en 1894.

### L’Église allemande dans les turbulences de l'histoire duXXesiècle
Jusqu'à la séparation complète de l'État et de l'Église en 1905 la paroisse reste formellement partie de l'Église luthérienne française à consistoire. À partir de 1905 elle est, comme toutes les églises en France une « association cultuelle ». Vu de l'intérieur la Christuskirche est au début du XXe siècle une Église allemande pure, qui se comprend comme la patrie — nationale et confessionnelle — des Allemands à l'étranger et qui organise ses tâches sociales et d'entraide de façon indépendante. En 1911 le bâtiment de l'église rue Blanche est complété par des salles, un bureau et l'habitation pour le pasteur. La Hügelkirche à La Villette et l'église des Billettes continuent à faire partie de la paroisse allemande qui comprend trois secteurs pastoraux. La vie de la paroisse allemande protestante était organisée suivant la loi de 1905 essentiellement dans des associations ou clubs ; un foyer pour jeunes femmes et jeunes filles, un club d'apprentis, une association d’entraide pour l'école allemande, etc. Jusqu'en 1914 la vie de la paroisse était en pleine expansion.
Suivant le principe de l'unité du « Trône et de l'Autel » (l'empereur allemand était également l'évêque en chef de l'Église protestante) et s'inspirant aussi du patriotisme de l'époque la paroisse de cette période était plutôt allemande que protestant-luthérien. En conséquence le commencement de la guerre en 1914 signifiait la fin de la paroisse. Les églises étaient confisquées, la majorité des membres retournaient en Allemagne, toutes les institutions et associations ont été fermées. 
C'est seulement en 1927 que le pasteur Dahlgrün pouvait recommencer une activité paroissiale, après des discussions longues et difficiles de l'ambassade, grâce à l'intervention des protestants français et sous les conditions imposées par le traité de Versailles. Entre-temps en Allemagne il y a également eu la séparation de l'État et des Églises, obligeant les Églises à s'organiser elles-mêmes et sans les souverains régionaux en tant qu'évêques de leur Église. À partir de 1929 — et contrairement à la tendance politique — les contacts avec les Églises protestantes françaises croissent, surtout parmi les jeunes. La crise économique mondiale touche de façon sensible la paroisse allemande. La vie paroissiale se concentre rue Blanche, les autres églises seront vendues.
La période de 1933 à 1945 représente pour la Christuskirche une phase extrêmement ambivalente et difficile : D'un côté la paroisse dépend financièrement et pour son personnel du « Deutsche Evangelische Kirchenausschuss », dominé par la tendance « Deutsche Christen » (le mouvement à l'intérieur de l'Église protestante allemande proche de la NSDAP - parti national-socialiste). À partir de 1943 l'église servira également comme paroisse militaire. De l'autre côté elle héberge des réfugiés et des personnes persécutés par le régime nazi. La prise de position sans équivoque de la Bekennende Kirche (le mouvement à l'intérieur de l'Église protestante qui s'oppose au nazisme) est impossible à soutenir à Paris.
En 1945 c'est à nouveau l'effondrement : les Allemands quittent la ville, les bâtiments sont à nouveau réquisitionnés. Mais ce sont trois institutions de l'Église protestante qui occuperont le bâtiment rue Blanche : la CIMADE, l'organisme d'entraide pour les réfugiés de l'Église protestante française, la mission suédoise pour Israël et « l'aumônerie des étrangers protestants en France » ; La rue Blanche était devenue un centre protestant international. Les cultes, l'assistance sociale et l’entraide sont assurés par le pasteur Franz de Beaulieu, originaire de Brême. À partir de 1948 les Allemands qui sont restés reçoivent le soutien du « Comité luthérien d'Aide aux Réfugiés » (CLAIR).
C'est le 1er septembre 1954 que la paroisse reprend officiellement son activité avec la venue du pasteur Dahlkötter. La paroisse est liée contractuellement à l'organisation centrale des Églises protestantes allemandes (Evangelische Kirche in Deutschland - EKD), et non plus à une Église (luthérienne) régionale. Elle sera le lieu d'attache de tous les chrétiens de langue allemande de toutes les confessions protestantes.
Avec l'amélioration de relations franco-allemandes le travail est largement facilité, la paroisse sera un lien entre Français et Allemands, elle devient membre associé de la Fédération protestante de France. En 1984 elle redevient propriétaire de l'immeuble.
Le ou les pasteurs sont élus par l'assemblée générale de la paroisse, constituée par les membres (à jour de leur cotisation) de l'association cultuelle, depuis 1987 ce sont des couples de pasteurs qui assurent l'activité paroissiale de la Christuskirche.